# Phyllis Spira
Phyllis Spira, née le 18 octobre 1943 à Johannesbourg, Afrique du Sud et morte le 11 mars 2008 au Cap (idem), est une danseuse de ballet sud-africaine qui commence sa carrière avec le Royal Ballet en Angleterre. De retour en Afrique du Sud, elle passe vingt-huit ans en tant que première ballerine du Cape Town City Ballet (ou CAPAB Ballet) une compagnie professionnelle du Cap. En 1984, elle est désignée comme la première prima ballerina assoluta sud-africaine. 

## Biographie
Phyllis Bernice Spira est la première fille et le deuxième enfant de Lazar et Fanny Pauline Rosen, des parents qui vivent dans une maison modeste de la banlieue de Johannesbourg. Quand elle a 4 ans, elle est inscrite à des cours de ballet, en activité parascolaires. À l'âge de 15 ans, compte-tenu de ses aptitudes, il lui est proposé de se consacrer à la danse et d’approfondir sa formation à la Royal Ballet School à Londres. Malgré l'inquiétude de ses parents face à la perspective que leur fille adolescente vive seule dans une grande ville étrangère, elle est autorisée à prendre le risque.
Arrivée à Londres en mai 1959, elle commence à se former à la Royal Ballet School, bénéficiant de bourses pour ces études. Ses qualités particulières suscitent rapidement des commentaires favorables. Ninette de Valois, directrice de l'école, la qualifie de "petite Markova", la comparant ainsi à la célèbre ballerine britannique Alicia Markova.
Après quelques mois, elle fait ses débuts dans une représentation du " Lac des cygnes " au Covent Garden, dansant dans le " pas de trois " de l'acte 1, comme cygnet dans les actes 2 et 4, et dans la Danse napolitaine de l'acte 3. Elle est ensuite invitée à participer aux tournées du Royal Ballet. Elle a 17 ans à l'époque. Elle participe à ces tournées pendant trois ans, de 1960 à 1963. Promu soliste en 1961, elle danse dans les provinces anglaises, en Europe continentale, en Scandinavie, au Moyen-Orient et en Extrême-Orient, se produisant à l'occasion en Angleterre et au Japon. Parmi les rôles principaux de son répertoire, mentionnons le pas de trois dans Les Rendez-vous et Danses Concertantes de Kenneth MacMillan, le rôle-titre dans Pineapple Poll de John Cranko , et Phyllis dans la Toccata d’Alan Carter, un rôle créé spécialement pour elle en 1962. Un avenir prometteur lui semble promis en Europe, mais son désir de rentrer chez elle est plus fort : elle décide de retourner en Afrique du Sud en 1964.
L’année précédente, en 1963, le gouvernement sud-africain a créé quatre compagnies de ballet professionnelles, une dans chacune des quatre provinces. Les deux plus importantes sont le PACT Ballet (PACT pour Performing Arts Council of the Transvaal), à Johannesbourg, et le CAPAB Ballet (CAPAB pour Cape Performing Arts Board), au Cap. De retour dans sa ville natale, Phyliis Spira rejoint le PACT Ballet, placé sous la direction de Faith de Villiers, peu après sa création. Au cours de son bref passage au sein de cette nouvelle et jeune compagnie, elle danse plusieurs rôles principaux, notamment dans  Le Lac des cygnes, Giselle, ou les Wilis,  Sylvia ou la Nymphe de Diane  et  Casse-Noisette . Un différend salarial la conduit toutefois à quitter cette compagnie, avec son partenaire habituel, le danseur et chorégraphe rhodésien Gary Burne.
Spira et Burne se sont joints au CAPAB Ballet à titre de danseurs principaux en 1965, le quittant temporairement en 1967-1968 et déménageant à Toronto pour danser avec le Ballet national du Canada, dirigé par Celia Franca. Après une tournée en Amérique du Nord avec cette compagnie, ils retournent en Afrique du Sud à la fin de 1968 et rejoignent à nouveau le CAPAB Ballet. Ils se produisent en partenariat populaire jusqu'à ce que Burne quitte la compagnie en 1971. Par la suite, elle forme un autre partenariat avec le danseur sud-africain Eduard Greyling.
Le répertoire de Spira est très varié, allant du lyrique (Les Sylphides) au dramatique (Roméo et Juliette) en passant par des pièes particulièrement techniques(Don Quichotte). Sa musicalité, son intelligence théâtrale et son sens de l'humour lui ont permis d'interpréter des rôles disparates avec une grande finesse. Elle a dansé la Fille trahie dans The Rake's Progress, de Ninette de Valois ; la Jeune fille dans The Two Pigeons, de Frederick Ashton ; et le rôle titre de La Sylphide d'Auguste Bournonville, mis en scène par Hans Brenaa. Parmi les nombreuses œuvres que Gary Burne a chorégraphiées pour elle, peuvent être mentionnées The Doves en 1966, mise en musique par Aram Khatchatourian, et The Birthday of the Infanta en 1971, mise en musique par Harry Partch. David Poole lui a également créé des rôles et, en tant que directeur artistique de la compagnie, l'a intégrée à de nombreux autres. Outre le ballet classique, elle était une danseuse espagnole douée, jouant dans les productions de Marina Keet telles que Le Tricorne en 1966, sur la célèbre partition de Manuel de Falla, et Fiesta Manchega en 1973, sur une musique de Francisco Guerrero.
Les comparaisons avec Alicia Markova étaient persistantes. Peter Williams, rédacteur en chef de Dance and Dancers, a écrit que « Spira ressemblait étrangement à Markova et évoquait également Fonteyn, mais avec sa propre approche » . La décrivant comme « un roseau mince et minuscule, avec des yeux énormes dominant un visage de gamine », un journaliste du New York Times la compare également à Markova, faisant remarquer qu'ils partagent « une pureté classique de ligne et une délicatesse de style mariées à une solide technique ».
Elle a continué à diriger la compagnie du Cap jusqu'en 1988, quand une blessure met un terme à sa carrière.
Après avoir quitté la scène en 1988, elle a été maîtresse de ballet principale du CAPAB Ballet jusqu'en 1999. Elle et son mari, Philip Boyd, un ancien danseur du CAPAB qu'elle avait épousé en 1986, n'avaient pas d'enfants : ils ont consacré leur énergie au service de la communauté. Nommée à la tête du David Poole Trust Youth Training Program, elle et Boyd ont dirigé le programme Dance for All lancé par Poole quelques années auparavant. Créé pour faire danser des enfants défavorisés vivant dans des townships non blancs, il était actif à Gugulethu, Nyanga et Khayelitsha, à la frontière du Cap et dans les zones rurales de Barrydale et Montagu. Le programme a touché plus de sept cents enfants chaque année.
Après une nouvelle blessure au pied en août 2007 à Londres, elle subit une série d'opérations sur ses deux jambes. À la suite de complications, elle est morte le 11 mars 2008 dans un hôpital du Cap, à l'âge de 64 ans.

## Honneurs et récompenses
Admirée en Angleterre, elle est devenue ensuite « la reine incontestée du ballet en Afrique du Sud ».
Elle a reçu de nombreux prix et distinctions au cours de sa carrière. Deux fois lauréate du Nederburg Award for Ballet, elle a également reçu le Lilian Solomon Award et le Bellarte Woman of the Year Award pour la province du Cap en 1979,
En 1984, le président de l'Afrique du Sud lui a accordé le titre inhabituel de prima ballerina assoluta.
Après cet honneur rare, elle a reçu la plus haute distinction civile d'Afrique du Sud pour son excellence, l'Ordre du service méritoire, médaille d'or. En 2000, elle a reçu la médaille Molteno de la Cape Tercentenary Foundation pour les  services rendus aux arts de la scène. En 2003, elle a été nommée membre de l'Ordre de Disa pour sa contribution au ballet et au développement du ballet dans les communautés défavorisées.